# Radar de control de tiro

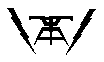
Precisión de expresión

Un radar de control de tiro, también conocido por sus siglas en inglés FCR (fire-control radar), es un radar diseñado específicamente para proporcionar información (principalmente acimut, altitud, distancia y velocidad del objetivo) a un director de tiro para calcular una solución de disparo (ej. información de hacia donde hay que dirigir un arma para que esta atine en el objetivo).

## Fases operativas
Los radares de control de tiro funcionan en tres fases distintas:
Fase de designaciónEl radar de control de tiro debe ser dirigido hacia la localización general del objetivo debido al reducido haz emitido por el radar. Esta fase termina cuando es adquirido el "lock-on" o bloqueo del objetivo.
Fase de adquisiciónEl radar de control de tiro cambia a la fase de adquisición una vez que el radar está relativamente próximo al objetivo. Durante esta fase, el sistema de radar busca en el área designada mediante un patrón de búsqueda predeterminado hasta que el objetivo es localizado o redesignado. Esta fase termina cuando el arma es lanzada.
Fase de seguimiento (tracking)El radar de control de tiro entra en la fase de seguimiento cuando el objetivo es localizado. El sistema de radar se fija hacia el objetivo durante esta fase. Esta fase termina cuando el objetivo es destruido.